# Hassan Nader
Hassan Nader (nacido el 8 de julio de 1965 en Casablanca, Marruecos) es un ex-futbolista marroquí. Jugaba de delantero y su primer club fue el Wydad Casablanca. Tiene 59 años.

## Carrera
Comenzó su carrera en 1983 jugando para el Wydad Casablanca. Jugó para ese equipo hasta 1990. En ese año se fue a España para formar parte de las filas del Real Mallorca. Jugó para ese club hasta 1992. Ese año se fue a Portugal para formar parte de las filas del SC Farense. Estuvo ligado al equipo hasta 1995. En ese mismo año se fue al SL Benfica. Se mantuvo hasta 1997. Ese mismo año regresó al SC Farense, club en el cual se retiró en el año 2004.

## Selección nacional
Ha sido internacional con la Selección de fútbol de Marruecos durante 15 años seguidos (1987-2001).

## Clubes
| Club             | País      | Año       |
| ---------------- | --------- | --------- |
| Wydad Casablanca | Marruecos | 1983-1990 |
| RCD Mallorca     | España    | 1990-1992 |
| SC Farense       | Portugal  | 1992-1995 |
| SL Benfica       | Portugal  | 1995-1997 |
| SC Farense       | Portugal  | 1997-2004 |